# Ковальов Олександр Семенович
Олександр Семенович Ковальов (нар. 18 травня 1945, м. Улан-Уде, Бурятія) — радянський, український фізик-теоретик, провідний науковий співробітник Фізико-технічного інституту низьких температур імені Б. І. Вєркіна НАН України, професор кафедри теоретичної фізики Харківського університету; доктор фізико-математичних наук, професор, Лауреат Державної премії України в галузі науки і техніки. Автор фундаментальних досліджень в галузі теорії нелінійних явищ у магнітовпорядкованих та пружних середовищах.

## Біографія
З 1962 по 1967 р. навчався на фізичному факультеті Харківського державного університету ім. О. М. Горького. У 1975 р. захистив кандидатську дисертацію з теоретичної і математичної фізики на тему «Вплив нелінійності на динаміку локалізованих збуджень в кристалах»; у 1989 р. — докторську дисертацію з теоретичної фізики на тему «Нелінійна динаміка конденсованих середовищ: магнітні та пружні солітони». З 1967 по 1975 р. працював молодшим науковим і науковим співробітником Українського фізико-технічного інституту (м. Харків). З 1975 р. і до теперішнього часу працює провідним науковим співробітником Фізико-технічного інституту низьких температур імені Б. І. Вєркіна НАН України (м. Харків). 3 1990 по 2001 р. — доцент, а з 2003 р. працює професором кафедри теоретичної фізики фізичного факультету ХНУ імені В. Н. Каразіна за сумісництвом. Наукові напрями — теоретична фізика, фізика твердого тіла. Учений секретар спеціалізованої Вченої ради при ФТІНТ НАН України, член трьох Вчених рад ФТІНТ НАН України, заступник головного редактора журналу «Фізика низьких температур». Бере активну участь у міжнародному науковому співробітництві з університетами Реґенсбурга, Парижу, Бірмінгему та Канберрі. Автор більш ніж 170 наукових статей, трьох оглядів і двох монографій. Має індекс Гірша h=26. Підготував 5 кандидатів наук. Викладає курси: Класична механіка, нелінійна фізика.

## Нагороди
- Державна премія України в галузі науки і техніки 2013 року — за цикл наукових праць «Нелінійні хвилі та солітони у фізиці конденсованого середовища» (у складі колективу)[6]. Лауреат Премії НАН України імені О. С. Давидова (2006).

## Основні наукові публікації
- Нелинейные волны намагниченности. Динамические и топологические солитоны / Косевич A. M., Иванов Б. А., Ковалев А. С. — К.: Наукова думка, 1983. — 190 с.
- Введение в нелинейную физическую механику / Косевич А. М., Ковалев А. С. — К.: Наукова думка, 1989. — 320 с.
- Magnetic solitons /Kosevich А. М., Ivanov В.A., Kovalev A.S. //Phys.Rep.— V. 194.—  3/4. —1990.— P. 117—238.
- Cicloidal vortex motion in easy-plane ferromagnets due to interaction with spin waves / Kovalev A.S., Mertens F.G., Schnitzer M.J. // Eur. Phys. J. В.— 2003.— V. 33.— P. 133—145.
- Envelop solitons of acoustic plate modes and surface waves / Mayer A.P., Kovalev A.S. // Phys.Rev.E.— 2003.— V.67.— P.066603.
- M.Pankratova, A.Kovalev, M.Zukovic, Understanding of Exchange Bias in ferromagnetic/antiferromagnetic bilayers, in «Exchange Bias», Monograph Series in Physical Sciences, Taylor&Frances, CRC Press, 205—232 (2017).